# Heaven (gruppo musicale)
Gli Heaven furono un gruppo heavy metal australiano formato nel 1980 a Sydney.
Fondati nel 1980 a Sydney, gli Heaven riuscirono a conquistare un successo internazionale grazie alla RCA Records e al manager Michael Browning, già collaboratore dei connazionali AC/DC. La band vendette bene in Europa e negli Stati Uniti. Inoltre il frontman Allan Fryer fu un possibile candidato a rimpiazzare il defunto Bon Scott negli stessi AC/DC nel 1980, proprio poco prima della fondazione del gruppo.

## Storia
Gli Heaven nacquero dalle ceneri della band Fat Lip di Adelaide. I Fat Lip erano composti dal cantante Alan Fryer, il bassista Felix Maslin, il batterista Aldo Civitcio ed il chitarrista Steve Francis. Poi Maslin e Francis abbandonarono per fondare i Fast Food mentre John Fryer e Civitcio riformarono i Fat Lip con Haese e Marlow. Dopo un lungo periodo Civitcio venne sostituito da Turtur alla batteria. Fryer si spostò poi a Sydney per un'audizione per gli AC/DC a causa della morte di Bon Scott. Ma gli AC/DC annunciarono l'entrata di Brian Johnson come nuovo cantante, così Haese, Marlow e Turtur spostati anch'essi a Sydney riformarono assieme a Fryer la band sotto il nome di Heaven.
La prima formazione della band vedeva quindi il cantante Allan Fryer di origini scozzesi, assieme ai chitarristi Kelly Bradford e John Haese, il bassista Laurie Marlow ed il batterista Joe Turtur.
La band pubblicò due singoli ed il debut album Twilight of Mischief prima che Haese venne sostituito nel primo 1982 dall'ex chitarrista dei Rose Tattoo Mick Cocks, si ricollocarono poi a Los Angeles. Il debut album Twilight of Mischief venne poi ri-realizzato sotto il nome di Bent per la nuova etichetta CBS Records con una nuova copertina ed una tracklist rivisitata. Negli Stati Uniti la band aprì per noti gruppi come Judas Priest, Black Sabbath e Kiss. Il chitarrista Bradford Kelly fu noto anche per aver dato il nome ad un celebre modello di chitarra del marchio Jackson Guitars. Da poco residente a L.A., Kelly entrò in un "Custom Shop" della Charvel/Jackson in California, e richiese la fabbricazione di un proprio modello. Egli, assieme al dipendente del marchio Mike Shannon, diesgnarono il modello Jackson "Kelly", ispirato alla celebre Gibson Explorer.
Proprio nel periodo di maggior esposizione, gli Heaven subirono un drammatico cambio di formazione. Cocks e Turtur vennero allontanati in favore dell'ex bassista degli AC/DC Mark Evans alla chitarra ed il batterista John Lalor.
Questa formazione ebbe però breve durata, infatti venne totalmente rivoluzionata e vedeva l'unico superstite in Fryer.
Subentreranno il chitarrista Mitch Perry (ex Steeler), il bassista Dennis Feldman (ex M.S.G.), ed il batterista Tommy Dimitroff (ex Dukes). La band aggiunse poi l'ex chitarrista di Rick Derringer Mark Cunningham.
Il nuovo album Where Angels Fear to Tread (1983) vedeva la partecipazione di ospiti d'eccezione come Lita Ford, Glenn Hughes dei Deep Purple e Ronnie James Dio sotto lo pseudonimo di "Evil Eyes". Dal disco venne estratto il singolo Knockin' on Heaven's Door (cover di Bob Dylan) che venne sponsorizzata dalle radio nel 1985. Dopo aver reclutato il chitarrista Bobby Enloe, la band si sciolse poco dopo.

### Dopo lo scioglimento
Nello stesso 1985 Marlow raggiunse i Boss ma egli venne sostituito dallo stesso musicista che l'aveva rimpiazzato negli Heaven, ovvero Mark Evans. Perry entrò negli M.S.G. di Michael Schenker pubblicando il disco Perfect Timing (1987). Gli ex-Heaven Haese, Evans, Marlow e Turtur assieme al singer Rob Hartley formarono gli Hellcats. Enloe raggiunse i Sick Vikki. Feldman apparirà come ospite al disco Good Music di Joan Jett.
Dal 1989 Evans e Haese formarono la nuova band Mama's Darlings con l'ex chitarrista dei Rose Tattoo Robin Riley, il batterista Scott Johnson ed il cantante Stuart Cave.

### Reunion
Kelly, Marlow, Fryer e Haese riformarono gli Heaven a Sydney nel 1998 in occasione di due concerti, con Theo Kats e John Turtur alternati dietro i tamburi. Dopo ciò, Kats e Marlow iniziarono a lavorare a nuovo materiale con Kevin Pratt. Pratt aveva militato nelle band australiane Boss (dove aveva militato anche l'ex Heaven Laurie Marlow) e BB Steal durante gli anni 80, registrando un album con questi. Questa collaborazione doveva dare alla luce un nuovo album degli Heaven, ma Fryer ritornò nella sua casa in Texas ed il progetto si concluse senza alcun seguito. Nel 1999 venne inserita nel tribute album dei Mötley Crüe Kickstart My Heart la loro cover di "Home Sweet Home", inoltre verranno ristampati gli album Where Angels Fear to Tread e Knockin' on Heaven's Door con l'aggiunta di brani live e inediti mentre nel 2000 viene pubblicato il live album BBC Rock Hour Live, contenente un'esibizione live risalente al 20 gennaio 1984 a Los Angeles, California. Gli Heaven si riformarono nel 2001 quando Fryer, Marlow, Kats e Pratt reclutarono il nuovo chitarrista Ross Flynn e parteciparono ad alcuni concerti da spalla al tour australiano dei Judas Priest. Conclusi gli show, Fryer tornò nuovamente negli Stati Uniti, provocando lo scioglimento definitivo della band.

## Formazione

### Ultima
- Allan Fryer - voce (1980-85, 1998, 2001)
- Kevin Pratt - chitarra (1998, 2001)
- Ross Flynn - chitarra (2001)
- Laurie Marlow - basso (1980-84, 1998, 2001)
- Theo Kats - batteria (1998, 2001)

### Ex componenti
- Aldo Civitcio - batteria (1980)
- John Haese - chitarra (1980-82, 1998)
- Bradford Kelly - chitarra (1980-84, 1998)
- Mick Cocks - chitarra (1982-84)
- Joe Turtur - batteria (1980-84)
- John Lalor - batteria (1984)
- Mark Evans - chitarra (1984)
- Bruno Rezella - chitarra (1984)
- Mitch Perry - chitarra (1984-85)
- Mark Cunningham - chitarra (1984-85)
- Dennis Feldman - basso (1984-85)
- Tommy Dimitroff - batteria (1984-85)
- Jasper Lynam Deloire - batteria

## Discografia

### Album in studio
- 1982 - Twilight of Mischief/Bent
- 1983 - Where Angels Fear to Tread
- 1985 - Knockin' on Heaven's Door

### Live
- 1984 - Live in Texas - King Biscuit Flower Hour
- 2000 - BBC Rock Hour Live

### Partecipazioni
- 2000 - Kickstart My Heart: A Tribute to Mötley Crüe